# Parlamentsvalet i Grekland 2012 (juni)
Parlamentsvalet i Grekland i juni 2012 var ett nyval som hölls den 17 juni 2012 i Grekland till följd av parlamentsvalet i maj 2012 där inga partier lyckats bilda regering.
Antonis Samaras, ledare för Ny demokrati, utsågs till premiärminister den 20 juni 2012 och tillträdde senare samma dag. Hans regering är en koalitionsregering bestående av de tre partierna Ny demokrati, PASOK och Demokratisk vänster.

## Bakgrund 2012
PASOK-ledaren Giorgos Papandreou avgick som Greklands premiärminister den 11 november 2011 för breda väg för en tillförordnad koalitionsregering under ledning av ekonomen Loukas Papadimos till följd av den ekonomiska krisen i Grekland. Nyval planerades att hållas i maj 2012 för att en ny permanent regering skulle kunna ta över. Ett parlamentsval till det Hellenska parlamentet hölls den 6 maj 2012 där det stora partierna PASOK och Ny demokrati förlorade sina maktpositioner.
Parlamentets nya struktur och dess ovilja att enas för att kunna bilda en koalitionsregering ledde till att Greklands president Karolos Papoulias tillsatte Panagiotis Pikrammenos som tillförordnad premiärminister. Panagiotis Pikrammenos tillträdde den 17 maj 2012 efter att Loukas Papadimos tidigare meddelat sin avgång. Pikrammenos ledea en teknokratisk regering tills en permanent regering kunde bildas samtidigt som nyval utlystes till den 17 juni 2012.

## Resultat
Ny demokrati blev största parti med 29,66 procent av rösterna och med 129 mandat. 129 mandat ger dock ingen egen majoritet vilket betyder att partiet kommer att bli tvunget att söka stöd hos ett annat parti, troligtvis PASOK. SYRIZA:s ledare Alexis Tsipras erkände sig besegrad genom att gratulera Antonis Samaras genom ett privat telefonsamtal på söndagskvällen. Greklands president Karolos Papoulias utnämnde den 19 juni Ny demokratis partiledare Antonis Samaras till regeringssonderare.